# Nitrogenáza
Nitrogenáza je enzymatický proteinový komplex obsahující ionty železa a molybdenu používaný diazotrofními organismy - některými prokaryoty (bakteriemi včetně sinic) k fixaci atmosférického molekulárního dusíku.
Jelikož je tento enzym využíván všemi fixátory dusíku, jedná se pravděpodobně o velmi starou a v evoluci konzervovanou strukturu. Nitrogenáza redukuje trojnou vazbu molekuly N2 ve striktně anaerobním prostředí.
Součástí struktury enzymu je také FeS klastr, obsahující jeden atom vanadu. Krystalová struktura nitrogenázy odhalila také způsob vazby vanadu v klastru. 

## Nitrogenáza v hlízkách
Dusík asimilující bakterie žijící jinak v aerobním prostředí musí být schopny si anaerobní prostředí vytvořit, např. pomocí symbiontů, což je případ především rostlin čeledi bobovitých (Fabaceae) a hlavní důvod existence hlízek jakožto struktury toto prostředí zajišťující. Jedná se tedy o prokazatelný mutualismus.
V hlízce se kombinují dva hlavní mechanismy zabraňující nahromadění kyslíku, a to za prvé impregnace stěny hlízky látkami nepropustnými pro O2, a za druhé přítomnost proteinu zvaného leghemoglobin, který váže kyslík asi 10x silněji než hemoglobin v erytrocytech, čímž značně snižuje jeho koncentraci. Leghemoglobin je zde silně zastoupen (asi 25 % veškerého obsahu proteinů) a způsobuje tak růžové zbarvení orgánu. Je syntetizován hostitelskou rostlinou, přičemž jeho výrobu provokuje bakterie dodávající mu také jeho nezbytnou složku - skupinu hem.
Redukce trojné vazby dusíku probíhá velmi zjednodušeně takto:
N2 + 3H2 → 2NH3
Tato reakce je velmi energeticky náročná, pro redukci jedné molekuly N2 se spotřebuje 16 molekul ATP.